# Roger Lapébie
Roger Lapébie (ur. 16 stycznia 1911 w Bajonnie, zm. 12 października 1996 w Pessac) – francuski kolarz szosowy.

## Zwycięstwa
- Tour de France (1937)
- Mistrzostwo Francji (1933)
- Paryż-Nicea (1937)

### Miejsca zajmowane na Tour de France
- Tour 1932: 23. miejsce (1 zwycięstwo etapowe)
- Tour 1933: 29. miejsce
- Tour 1934: 3. miejsce (5 zwycięstw etapowych)
- Tour 1935: nie ukończył
- Tour 1937: 1. miejsce (3 zwycięstwa etapowe)
- Tour 1939: nie ukończył